# Бейл, Кристиан
Кри́стиан Чарльз Фи́лип Бейл (англ. Christian Charles Philip Bale; род. 30 января 1974, Хаверфордуэст, Пембрукшир, Уэльс, Великобритания) — британский актёр. Известен своей многосторонностью и физическими перевоплощениями для ролей. Имеет многочисленные награды, в том числе «Оскар», два «Золотых глобуса». В 2011 году журнал Time включил Бейла в список 100 самых влиятельных людей мира.
Бейл родился в Уэльсе в английской семье. Прорывом в карьере стала роль в военном фильме Стивена Спилберга «Империя солнца». Бейл продолжал играть главные и второстепенные роли в фильмах. Спустя больше десяти лет он получил широкую популярность благодаря роли серийного убийцы Патрика Бэйтмана в чёрной комедии «Американский психопат» и главной роли в психологическом триллере «Машинист». В 2005 году Бейл сыграл супергероя Бэтмена в кинокомиксе «Бэтмен: Начало» и вновь сыграл роль в лентах «Тёмный рыцарь» и «Тёмный рыцарь: Возрождение легенды». Актёрская игра вызвала всеобщее признание критиков, а трилогия стала одной из самых кассовых франшиз.
Бейл продолжал играть главные роли, в том числе в исторической драме «Престиж», боевике «Терминатор: Да придёт спаситель», криминальной драме «Джонни Д.», киноэпопее «Исход: Цари и боги» и кинокомиксе «Тор: Любовь и гром». За роль боксёра Дикки Эклунда в байопике «Боец» Бейл забрал статуэтки «Оскара» и «Золотого глобуса» в категории «Лучшая мужская роль второго плана». Позже он номинировался на «Оскар» и «Золотой глобус» за роли в чёрной комедии «Афера по-американски» и биографических драмах «Игра на понижение» и «Власть». Роли политика Дика Чейни во «Власти» и гонщика Кена Майлза в спортивной драме «Ford против Ferrari» принесли ему вторую победу и пятую номинацию соответственно на «Золотой глобус».

## Биография

### Ранние годы (1974—1985)
Кристиан Чарльз Филип Бейл появился на свет 30 января 1974 года в Хаверфордуэсте, графство Пембрукшир, в семье англичан — цирковой артистки Дженни Джеймс и предпринимателя и активиста Дэвида Бейла. «Я родился в Уэльсе, но я не валлиец — я англичанин», — отмечал Бейл. У Кристиана есть две старшие сестры, Шэрон и Луиза, и единокровная сестра от первого брака отца, Эрин. Один из его дедов был стендап-комиком, другой был дублёром актёра Джона Уэйна. Бейл и его семья покинули Уэльс, когда ему было два года, и, пожив в Португалии и Оксфордшире, Англия, поселились в Борнмуте. Когда Бейлу было 15 лет, его семья жила в 15 городах. Позже актёр признавался, что переезды были вызваны необходимостью, а не выбором семьи, и что они оказали большое влияние на актёрскую карьеру Бейла. Он поступил в школу Борнмута и бросил в 16 лет. Родители Бейла развелись в 1991 году. В 17 лет он переехал со своей сестрой Луизой и отцом в Лос-Анджелес.
В детстве Бейл увлекался балетом. Его первой актёрской работой стало участие в рекламе кондиционера для белья Lenor. Также Бейл снялся в рекламе хлопьев Pac-Man. После того как его сестра получила роль в мюзикле в Вест-Энде, Бейл задумался об актёрской деятельности. Позже актёр рассказывал, что не считал профессию актёра привлекательной, но продолжал ею увлекаться по просьбе окружающих, потому что у Бейла не было причин не делать этого. После участия в школьных спектаклях Бейл сыграл вместе с Роуэном Аткинсоном в пьесе «Ботан» в Вест-Энде в 1984 году. Бейл не учился актёрскому мастерству.

### Первые роли и прорыв (1986—1999)
В 10 лет Бейл решил, что хочет стать актёром, и получил небольшую роль в телефильме «Анастасия: Загадка Анны». Тогдашняя жена режиссёра Стивена Спилберга Эми Ирвинг, которая также снималась в фильме, лично посоветовала Бейлу сняться в «Империи солнца». 13-летний Бейл был выбран среди 4000 детей на роль британского мальчика, который попал в плен к японцам во время Второй мировой войны. Эта роль привела Бейла к славе. Его актёрская игра вызвала признание критиков и принесла премию Национального совета кинокритиков США за лучшую несовершеннолетнюю роль. Ранее в том же году Бейл снялся в советско-шведском фильме «Мио, мой Мио» режиссёра Владимира Грамматикова, экранизации одноимённой книги Астрид Линдгрен. Успех «Империи солнца» привёл к тому, что над Бейлом издевались в школе. Он стал с недоверием относиться к актёрской профессии из-за внимания прессы. Позже актёр рассказывал, что в юности продолжал заниматься профессией по финансовым причинам. Примерно в это же время актёр и режиссёр Кеннет Брана предложил Бейлу сняться в ленте «Генрих V». В 1990 году Бейл сыграл Джима Хоукинса в «Острове сокровищ», телевизионной экранизации одноимённого романа Роберта Льюиса Стивенсона.
В 1992 году Бейл снялся в музыкальном фильме Disney «Продавцы новостей», который не имел успеха в коммерческом и критическом плане. Критик издания Vulture Ребекка Милзофф назвала Бейла не очень хорошим певцом, но когда его голос срывается во время исполнения песни «Santa Fe», это выглядит очаровательно. В 1993 году Бейл сыграл в картине «Дети свинга» о подростках, которые тайно слушают запрещённый джаз во время расцвета нацистской Германии. Позже Вайнона Райдер посоветовала Бейлу сыграть Теодора «Лори» Лоуренса в экранизации романа Луизы Мэй Олкотт «Маленькие женщины». Картина была успешна в прокате и высоко оценена критиками. В 1995 году Бейл озвучил Томаса, верного друга капитана Джона Смита, в анимационном фильме Disney «Покахонтас», который получил неоднозначные отзывы критиков. В следующем году Бейл исполнил небольшую роль в ленте «Портрет леди», основанной на романе Генри Джеймса. В 1998 году он появился в музыкальном фильме «Бархатная золотая жила», действие которого происходит в 1970-х годах в эпоху глэм-рока. В 1999 году Бейл сыграл Деметрия в картине «Сон в летнюю ночь», экранизации одноимённой пьесы Уильяма Шекспира.

### Рост популярности и коммерческие провалы (2000—2004)
Бейл сыграл Патрика Бэйтмана, инвестора фондового рынка, который, как оказалось, является серийным убийцей, в экранизации романа Брета Истона Эллиса «Американский психопат» режиссёра Мэри Хэррон. Изначально кинокомпания Lionsgate хотела взять на роль Леонардо Ди Каприо вместо Бейла, а режиссёром мог стать Оливер Стоун. В итоге Ди Каприо и Стоун отказались от проекта. Бейл месяцами тренировался и загорал, чтобы достичь точёного телосложения Бэйтмана. Актёру вставили коронки на зубы, чтобы воссоздать образ самовлюблённого персонажа. Премьера «Американского психопата» состоялась в 2000 году на кинофестивале «Сандэнс». Энтони Кауфман в журнале IndieWire назвал фильм самым ненавистным. Критик Роджер Эберт писал, что Бейл героичен в том, что он с энтузиазмом погружает персонажа в презрение. Отличительной чертой актёра является отсутствие инстинкта самосохранения. Лента появилась в прокате в апреле 2000 года и имела коммерческий и критический успех, а позже она обрела культовый статус. Эта роль сделала Бейла ведущим актёром.
После «Американского психопата» карьера Бейла потерпела критический и коммерческий провал. Позже он сыграл Уолтера Уэйда мл., антагониста и сына влиятельного миллионера, в боевике Джона Синглтона «Шафт», а затем греческого рыбака Мандраса в экранизации романа «Выбор капитана Корелли» вместе с Николасом Кейджем и Пенелопой Крус. Бейл заявлял, что в «Выборе капитана Корелли» ему было интересно играть роль с точки зрения передачи эмоций. В 2002 году Бейл снялся в трёх фильмах: «Лорел Каньон», «Власть огня» и «Эквилибриум». В рецензии к «Лорел Каньон» Лиза Шварцбаум из издания Entertainment Weekly назвала игру Бейла придирчивой. В «Эквилибриуме» Бейл сыграл полицейского, который владеет ган-катой, вымышленным боевым искусством. Бейл сыграл страдающего бессонницей станочника в психологическом триллере «Машинист». Готовясь к роли, актёр курил сигареты и пил виски. Позже он расширил свой рацион, питаясь каждый день чёрным кофе, яблоком и банкой с тунцом. Бейл сбросил 63 фунта (29 кг) и стал весить 121 фунт (55 кг), чтобы сыграть персонажа, который в сценарии был прописан как «ходячий скелет». «Машинист» вышел в прокат в октябре 2004 года и провалился в прокате. Критик Orlando Sentinel Роджер Мур назвал «Машиниста» одним из лучших фильмов года. Журналист Тодд Маккарти из Variety писал, что агрессивная и мучительная игра Бейла дала ему сильную опору.

### Бэтмен и драматические роли (2005—2008)
В 2005 году Бейл сыграл супергероя Бэтмена в кинокомиксе Кристофера Нолана «Бэтмен: Начало», перезапуске серии фильмов о Бэтмене. По мнению режиссёра, у Бейла был тот баланс тьмы и света, который Нолан искал. После «Машиниста» Бейл набрал мышечную массу и стал весить 220 фунтов (100 кг). Бейл обучался владению оружием, Вин-Чун и боевому методу Кейси. Бейл озвучивал Уэйна и Бэтмена по-разному. Для Бэтмена актёр использовал хрипящий голос, который, по мнению Нолана, хорошо соответствовал внешнему виду супергероя. «Бэтмен: Начало» вышел в прокат в США в июне 2005 года. Журналисты сайта Vulture Тим Грирсон и Уилл Литч похвалили Бейла за чуткий, умный образ избалованного, своенравного Брюса, который наконец повзрослел и борется с преступностью. Игра Бейла принесла ему награду MTV в номинации «Лучший киногерой». Позже в том же году Бейл озвучил Хоула, волшебника, в англоязычном дубляже «Ходячего замка» Хаяо Миядзаки, японской анимационной экранизации одноимённого детского романа Дайаны Уинн Джонс. Он согласился озвучить роль после того, как посмотрел «Унесённые призраками».
Также в 2005 году Бейл сыграл американского ветерана войны, страдающего посттравматическом стрессовым расстройством, в криминальной драме Дэвида Эйера «Крутые времена», премьера которой состоялась на Международном кинофестивале в Торонто. Позже актёр исполнил роль колониста Джона Рольфа в исторической драме Терренса Малика «Новый Свет», вдохновлённой историями Покахонтас. Лента появилась в кинотеатрах 25 декабря 2005 года. В следующем году состоялась премьера драмы Вернера Херцога «Спасительный рассвет», в которой Бейл сыграл американского лётчика-истребителя Дитера Денглера, борющегося за свою жизнь после того, как был сбит и попал в плен во время войны во Вьетнаме. Херцог назвал Бэйла одним из величайших актёров своего поколения задолго до того, как он сыграл Бэтмена. Критик газеты The Austin Chronicle Марджори Баумгартен писал, что Бейл продолжает мастерски владеть ещё одним американским типом личности. Бейл вновь сыграл роль Бэтмена в сиквеле «Бэтмена: Начало» под названием «Тёмный рыцарь», премьера которого состоялась в июле 2008 года. Кинокомикс получил признание критиков и стал четвёртым фильмом, собравшим свыше 1 миллиарда долларов в прокате. Актёр проделал много собственных трюков, в том числе один, в котором он стоял на крыше Сирс-тауэр в Чикаго. Критики признали «Тёмного рыцаря» лучшим фильмом о супергероях.
В 2006 году Бейл воссоединился с Ноланом в фильме «Престиж». Экранизация одноимённого романа Кристофера Приста повествует о соперничестве между двумя фокусниками викторианской эпохи, роли которых сыграли Бейл и Хью Джекман. Несмотря на признание критиков, фильм показал скромные результаты в прокате, собрав 110 миллионов долларов при бюджете в 40 миллионов. Кинокритик газеты The New York Times Э. О. Скотт отметил яростную сущность Бейла и назвал его игру тем, чем можно насладиться. Позже в 2007 году Бейл снялся в драмах «Меня там нет» и «Поезд на Юму». В «Меня там нет» сыграл два воплощения музыканта Боба Дилана. Актёр охарактеризовал свои роли как двух мужчин, пытающихся найти истину. Свой интерес к съёмкам «Поезд на Юму» Бейл объяснил любовью к фильмам, где он просто грязный и ползает в грязи.

### Завершение трилогии «Тёмный рыцарь» и признание (2009—2012)
В феврале 2008 года Warner Bros. официально сообщила, что Бейл сыграет лидера восстания Джона Коннора в постапокалиптическом боевике «Терминатор: Да придёт спаситель». Режиссёр Макджи назвал Бейла самым надёжным актёром своего поколения. В следующем году в интернете появилась аудиозапись, на которой Бейл матом ругается с оператором Шейном Хёрлбатом во время съёмок сцены с участием Брайс Даллас Ховард. В итоге Бейл пригрозил отказаться от участия в фильме, если Хёрлбата не уволят. Несколько кинодеятелей встали на защиту Бэйла, объяснив инцидент его увлечением актёрским мастерством. В феврале 2009 года Бейл принёс публичные извинения, назвав свой эмоциональный срыв непростительным, и подтвердил, что извинился перед Херлбатом. «Терминатор: Да придёт спаситель» вышел в мае 2009 года и получил смешанные отзывы. Журналист газеты USA Today Клаудия Пуиг назвала работу Бейла поразительно одномерной. Рецензент Джейк Уилсон из The Age писал, что он показал одно из своих наименее убедительных выступлений. Позже Бейл признался, что во время съёмок знал, что фильм не оживит франшизу о Терминаторе, как ему хотелось. Актёр сообщил, что больше не будет работать с Макджи.
Бейл сыграл агента ФБР Мелвина Пёрвиса вместе с Джонни Деппом в роли гангстера Джона Диллинджера в криминальной драме Майкла Манна «Джонни Д.». Лента вышла в июле 2009 года. Она получила высокие оценки критиков и была коммерчески успешной. В 2010 году Бейл исполнил заглавную роль Дикки Эклунда, профессионального боксёра, чья карьера рухнула из-за наркозависимости, в драме Дэвида О. Расселла «Боец». В фильме рассказывается история отношений Эклунда и его брата и боксёра Микки Уорда, которого сыграл Марк Уолберг. Ради роли Бейл похудел на 30 фунтов (14 кг). Мик Ласалль из San Francisco Chronicle назвал его игру проницательной, физически точной и психологически серьёзной. Бейл получил «Оскар» и «Золотой глобус» за лучшую мужскую роль второго плана. В 2011 году актёр сыграл в исторической драме Чжан Имоу «Цветы войны», ставшей самым кассовым китайским фильмом года. Бейл вновь сыграл Бэтмена у Кристофера Нолана в сиквеле «Тёмный рыцарь: Возрождение легенды», вышедшем в прокате в июле 2012 года. Актёр охарактеризовал Бэтмена в фильме как раскаявшегося отшельника, который страдает плохим психическим и физическим здоровьем после событий «Тёмного рыцаря». Трилогия «Тёмный рыцарь» стала одной из самых кассовых кинофраншиз. Также она считается одной из лучших кинофраншиз по комиксам. Игра Бейла в трёх фильмах получила всеобщее признание. Издания The Guardian, NME и Radio Times признали Бейла лучшим экранным образом Бэтмена.

### Критический успех (2013—2017)
В 2013 году Бейл сыграл сталелитейщика в триллере Скотта Купера «Из пекла». Купер переписал сценарий специально под Бейла ещё до того, как они встретились. Критики положительно отозвались о фильме и сочли его отличным началом следующего этапа в карьере Бэйла после роли Бэтмена. Журналист Variety Кристофер Тэпли назвал работу Бейла одной из лучших в карьере актёра. В том же году Бейл воссоединился с Дэвидом О. Расселом в криминальной чёрной комедии «Афера по-американски». Готовясь к роли мошенника Ирвинга Розенфельда, Бейл посмотрел интервью с реальным мошенником Мелом Уайнбергом, который послужил прототипом персонажа. Актёр набрал 43 фунта (20 кг), побрил часть головы и принял сутулую позу, что вызвало у него грыжу межпозвоночного диска. Обозреватель нью-йоркской газеты Daily News Джо Ноймайер назвал игру Бейла грустной, смешной и захватывающей. За свою роль актёр был номинирован на «Оскар» и «Золотой глобус».
Бейл сыграл Моисея в эпическом фильме Ридли Скотта «Исход: Цари и боги», вышедшем на экраны в декабре 2014 года. Фильм столкнулся с обвинениями в побелке при подборе белых актёров на ближневосточные роли. Скотт объяснил решение потребностью в финансировании. По мнению Бейла, режиссёр был откровенен при создании фильма. Отзывы критиков варьировались от негативных до смешанных. Критик St. Louis Post-Dispatch Джо Уильямс назвал игру Бейла самой безразличной в его карьере. Бейл снялся у Терренса Малика в драме «Рыцарь кубков». Дэвид Симс из The Atlantic назвал картину славным провалом. В феврале 2015 года, во время премьеры фильма на 65-м Берлинском международном кинофестивале актёр признался, что снимался без сценария, и что Малик дал Бейлу лишь описание персонажа. В том же году он исполнил роль управляющего хедж-фонда Майкла Бьюрри в биографической драмеди Адама Маккея «Игра на понижение», рассказывающей о финансовом кризисе 2007—08 годов. Эта роль принесла Бейлу номинации на «Оскар» и «Золотой глобус» за лучшую мужскую роль второго плана.

### Продолжение карьеры (с 2018 года)
В 2018 году Бейл озвучил Багиру в приключенческом фильме Энди Серкиса «Маугли». Дэвид Фир из Rolling Stone писал, что озвучка Бейла привносят душу, звучание и ярость. В биографической драмеди Адама Маккея «Власть» Бейл сыграл вице-президента США Дика Чейни. Актёр вновь претерпел серьёзную трансформацию тела, набрал свыше 40 фунтов (18 кг) и побрил голову. Бейл вновь воссоединился с Эми Адамс, с которой ранее снимался в картинах «Боец» и «Афера по-американски». «Власть» получил благоприятные отзывы. Рецензент The Guardian Питер Брэдшоу похвалил устрашающее и убедительное олицетворение Чейни Бейлом. Актёр был удостоен премии «Золотой глобус» за лучшую мужскую роль в комедии или мюзикле и получил вторую номинацию на «Оскар». Бейл в своей благодарственной речи на 76-й церемонии вручения «Золотого глобуса» поблагодарил Сатану за то, что вдохновил образ Чейни. Дочь Чейни и представительница США Лиз заявила, что у Бейла был шанс сыграть реального супергероя, но он облажался.
Бейл исполнил роль автогонщика Кена Майлза в спортивной драме Джеймса Мэнголда «Ford против Ferrari». После съёмок во «Власти» актёр сбросил 70 фунтов (32 кг). В ленте рассказывается история о том, как Майлз и автомобильный конструктор Кэрролл Шелби в исполнении Мэтта Деймона участвовали в гонке «24 часа Ле-Мана» в 1966 году. За роль автогонщика Бейл получил пятую номинацию на «Золотой глобус». Во время продвижения фильма актёр сказал, что больше не будет терять и набирать вес для ролей.
Бейл сыграл злодея Горра Убийцу богов в фильме Кинематографической вселенной Marvel «Тор: Любовь и гром», вышедшем в июле 2022 года. При создании образа Горра актёр вдохновлялся музыкальным клипом на песню Aphex Twin «Come to Daddy». Критики хвалили приземлённый образ Бейла. Актёр спродюсировал и появился в исторической комедии Дэвида О. Расселла «Амстердам» и триллере Скотта Купера «Всевидящее око», воссоединившись с обоими режиссёрами в третий раз. «Амстердам» вышел в октябре 2022 года и не возымел успеха, вызвав негативные отзывы и провалившись в прокате. «Всевидящее око», экранизация одноимённого романа Луиса Байарда, вышел в декабре 2022 года и вызвал неоднозначные отзывы критиков. Бейл озвучил одного из персонажей в английском дубляже японского анимационного фильма Хаяо Миядзаки «Мальчик и птица».
Бейл сыграет чудовище Франкенштейна в историческом фэнтези Мэгги Джилленхол «Невеста». Выход фильма запланирован на 2026 год.

## Личная жизнь
С 1990-х годов Бейл проживает в Лос-Анджелесе. Он имеет гражданство США. 29 января 2000 года Бейл женился на бывшей американской модели сербского происхождения Сандре «Сиби» Блажич в Лас-Вегасе. У пары есть дочь и сын. В 2000 году Бейл стал пасынком феминистки Глории Стайнем после того, как она вышла замуж за его отца, который умер в 2003 году от мозговой лимфомы.
В семь лет Бейл стал вегетарианцем, но в 2009 году он полностью отошёл от вегетарианства. Он перестал есть красное мясо после того, как прочитал детскую книгу «Паутина Шарлотты». Бейл является активистом по защите прав животных и поддерживает организации «Гринпис», Всемирный фонд охраны природы, Международный фонд защиты горилл Дайан Фосси и конный заповедник Редвингс. В декабре 2011 года, во время рекламной кампании фильма «Цветы войны», Бейл со съёмочной группой телеканала CNN попытался навестить Чэнь Гуанчэна, слепого босоногого юриста, живущего в деревне на востоке Китая. Но актёра не пустили после драки с охранниками на контрольно-пропускном пункте. Через год Бейл наконец встретился с Ченом на ужине, организованном некоммерческой организацией Human Rights First. Во время ужина актёр вручил Чэну премию. Бейл озвучил историю Чена в подкасте Amnesty International «In Their Own Words». Он стал соучредителем California Together — организации, целью которой является строительство деревни в Палмдейле (штат Калифорния), чтобы помочь братьям и сёстрам, находящимся в приёмных семьях, оставаться вместе.
22 июля 2008 года Бейла арестовали в Лондоне после того, как его мать и сестра Шэрон заявили на него в полицию за предполагаемое нападение в отеле. Актёра освободили под залог. Бейл отрицал обвинения и позже назвал инцидент «глубоко личным делом». 14 августа Королевская прокурорская служба сообщила, что не будет предпринимать никаких дальнейших действий против Бейла, так как было недостаточно доказательств для вынесения обвинительного приговора.

## Фильмография
| Год  | Название на русском                | Название на английском         | Роль                             |
| ---- | ---------------------------------- | ------------------------------ | -------------------------------- |
| 1986 | Анастасия: Загадка Анны (ТВ)       | Anastasia: The Mystery of Anna | Цесаревич Алексей                |
| 1987 | Мио, мой Мио                       | Mio min Mio                    | Юм-Юм                            |
| 1987 | Империя солнца                     | Empire of the Sun              | Джим Грэм                        |
| 1989 | Генрих V                           | Henry V                        | Мальчик                          |
| 1990 | Остров сокровищ (ТВ)               | Treasure Island                | Джим Хокинс                      |
| 1991 | Убийство по-джентльменски (ТВ)     | A Murder of Quality            | Тим Перкинс                      |
| 1992 | Продавцы новостей                  | Newsies                        | Джек Келли                       |
| 1993 | Дети свинга                        | Swing Kids                     | Томас Бергер                     |
| 1994 | Принц Ютландии                     | Prince of Jutland              | Эмлет                            |
| 1994 | Маленькие женщины                  | Little Women                   | Лори                             |
| 1995 | Покахонтас (анимационный)          | Pocahontas                     | Томас (голос)                    |
| 1996 | Секретный агент                    | The Secret Agent               | Стиви                            |
| 1996 | Портрет леди                       | The Portrait of a Lady         | Эдвард Розьер                    |
| 1997 | Метролэнд                          | Metroland                      | Крис                             |
| 1998 | Бархатная золотая жила             | Velvet Goldmine                | Артур Стюарт                     |
| 1998 | Все маленькие животные             | All the Little Animals         | Бобби Платт                      |
| 1999 | Сон в летнюю ночь                  | A Midsummer Night’s Dream      | Деметрий                         |
| 1999 | Мария, мать Иисуса (ТВ)            | Mary, Mother of Jesus          | Иисус                            |
| 2000 | Американский психопат              | American Psycho                | Патрик Бэйтман                   |
| 2000 | Шафт                               | Shaft                          | Уолтер Уэйд                      |
| 2001 | Выбор капитана Корелли             | Captain Corelli’s Mandolin     | Мандрас                          |
| 2002 | Лорел Каньон                       | Laurel Canyon                  | Сэм                              |
| 2002 | Власть огня                        | Reign of Fire                  | Куинн                            |
| 2002 | Эквилибриум                        | Equilibrium                    | Клерик Джон Престон              |
| 2004 | Ходячий замок (анимационный)       | Howl’s Moving Castle           | Хаул (голос)                     |
| 2004 | Машинист                           | The Machinist                  | Тревор Резник                    |
| 2005 | Бэтмен: Начало                     | Batman Begins                  | Брюс Уэйн / Бэтмен               |
| 2005 | Batman Begins (видеоигра)          | Batman Begins                  | Брюс Уэйн / Бэтмен (озвучивание) |
| 2005 | Крутые времена                     | Harsh Times                    | Джим Дэвиc                       |
| 2005 | Новый свет                         | The New World                  | Джон Рольф                       |
| 2006 | Спасительный рассвет               | Rescue Dawn                    | Дитер Денглер                    |
| 2006 | Престиж                            | The Prestige                   | Альфред/Фэлон                    |
| 2007 | Меня там нет                       | I’m Not There                  | Боб Дилан/Джон/Джек              |
| 2007 | Поезд на Юму                       | 3:10 to Yuma                   | Дэн Эванс                        |
| 2008 | Тёмный рыцарь                      | The Dark Knight                | Брюс Уэйн / Бэтмен               |
| 2009 | Терминатор: Да придёт спаситель    | Terminator: Salvation          | Джон Коннор                      |
| 2009 | Джонни Д.                          | Public Enemies                 | Мелвин Пёрвис                    |
| 2010 | Боец                               | The Fighter                    | Дик «Дикки» Эклунд               |
| 2011 | Цветы войны                        | The Flowers of War             | Джон Миллер                      |
| 2012 | Тёмный рыцарь: Возрождение легенды | The Dark Knight Rises          | Брюс Уэйн / Бэтмен               |
| 2013 | Из пекла                           | Out of the Furnace             | Рассел Бейз                      |
| 2013 | Афера по-американски               | American Hustle                | Ирвинг Розенфельд                |
| 2014 | Исход: Цари и боги                 | Exodus: Gods and Kings         | Моисей                           |
| 2015 | Рыцарь кубков                      | Knight of Cups                 | Рик                              |
| 2015 | Игра на понижение                  | The Big Short                  | Майкл Бьюрри                     |
| 2016 | Обещание                           | The Promise                    | Кристофер Майерс                 |
| 2017 | Недруги                            | Hostiles                       | Капитан Джозеф Блокер            |
| 2018 | Маугли                             | Mowgli: Legend of the Jungle   | Багира (голос и захват движения) |
| 2018 | Власть                             | Vice                           | Дик Чейни                        |
| 2019 | Ford против Ferrari                | Ford v. Ferrari                | Кен Майлз                        |
| 2022 | Тор: Любовь и гром                 | Thor: Love and Thunder         | Горр Убийца богов                |
| 2022 | Амстердам                          | Amsterdam                      | Берт Берендсен                   |
| 2022 | Всевидящее око                     | The Pale Blue Eye              | Август Лэндор                    |
| 2023 | Мальчик и птица (анимационный)     | Kimitachi wa dô ikiru ka       | Сёити Маки (голос)               |
| 2026 | Невеста                            | The Bride!                     | Чудовище Франкенштейна           |

## Награды и номинации
| Награды и номинации                 | Награды и номинации | Награды и номинации                      | Награды и номинации                | Награды и номинации |
| Награда                             | Год                 | Категория                                | Работа                             | Результат           |
| ----------------------------------- | ------------------- | ---------------------------------------- | ---------------------------------- | ------------------- |
| «Оскар»                             | 2011                | Лучшая мужская роль второго плана        | Боец                               | Победа              |
| «Оскар»                             | 2014                | Лучшая мужская роль                      | Афера по-американски               | Номинация           |
| «Оскар»                             | 2016                | Лучшая мужская роль второго плана        | Игра на понижение                  | Номинация           |
| «Оскар»                             | 2019                | Лучшая мужская роль                      | Власть                             | Номинация           |
| «Золотой глобус»                    | 2011                | Лучшая мужская роль второго плана        | Боец                               | Победа              |
| «Золотой глобус»                    | 2014                | Лучшая мужская роль — комедия или мюзикл | Афера по-американски               | Номинация           |
| «Золотой глобус»                    | 2016                | Лучшая мужская роль — комедия или мюзикл | Игра на понижение                  | Номинация           |
| «Золотой глобус»                    | 2019                | Лучшая мужская роль — комедия или мюзикл | Власть                             | Победа              |
| «Золотой глобус»                    | 2020                | Лучшая мужская роль — драма              | Ford против Ferrari                | Номинация           |
| BAFTA                               | 2011                | Лучшая мужская роль второго плана        | Боец                               | Номинация           |
| BAFTA                               | 2014                | Лучшая мужская роль                      | Афера по-американски               | Номинация           |
| BAFTA                               | 2016                | Лучшая мужская роль второго плана        | Игра на понижение                  | Номинация           |
| BAFTA                               | 2019                | Лучшая мужская роль                      | Власть                             | Номинация           |
| «Выбор критиков»                    | 2009                | Лучший актёрский состав                  | Тёмный рыцарь                      | Номинация           |
| «Выбор критиков»                    | 2011                | Лучшая мужская роль второго плана        | Боец                               | Победа              |
| «Выбор критиков»                    | 2011                | Лучший актёрский состав                  | Боец                               | Победа              |
| «Выбор критиков»                    | 2013                | Лучший актёр в экшн фильме               | Тёмный рыцарь: Возрождение легенды | Номинация           |
| «Выбор критиков»                    | 2014                | Лучшая мужская роль                      | Афера по-американски               | Номинация           |
| «Выбор критиков»                    | 2014                | Лучший комедийный актёр                  | Афера по-американски               | Номинация           |
| «Выбор критиков»                    | 2014                | Лучший актёрский состав                  | Афера по-американски               | Победа              |
| «Выбор критиков»                    | 2016                | Лучший комедийный актёр                  | Игра на понижение                  | Победа              |
| «Выбор критиков»                    | 2016                | Лучший актёрский состав                  | Игра на понижение                  | Номинация           |
| «Выбор критиков»                    | 2019                | Лучшая мужская роль                      | Власть                             | Победа              |
| «Выбор критиков»                    | 2019                | Лучший комедийный актёр                  | Власть                             | Победа              |
| «Выбор критиков»                    | 2019                | Лучший актёрский состав                  | Власть                             | Номинация           |
| «Независимый дух»                   | 2008                | Премия имени Роберта Олтмена             | Меня там нет                       | Победа              |
| «Спутник»                           | 2007                | Лучшая мужская роль — драма              | Спасительный рассвет               | Номинация           |
| «Спутник»                           | 2010                | Лучшая мужская роль второго плана        | Боец                               | Победа              |
| «Спутник»                           | 2014                | Лучшая мужская роль                      | Афера по-американски               | Номинация           |
| «Спутник»                           | 2016                | Лучшая мужская роль второго плана        | Игра на понижение                  | Победа              |
| «Спутник»                           | 2019                | Лучшая мужская роль — драма              | Ford против Ferrari                | Победа              |
| «Сатурн»                            | 2005                | Лучшая мужская роль                      | Машинист                           | Номинация           |
| «Сатурн»                            | 2006                | Лучшая мужская роль                      | Бэтмен: Начало                     | Победа              |
| «Сатурн»                            | 2009                | Лучшая мужская роль                      | Тёмный рыцарь                      | Номинация           |
| «Сатурн»                            | 2011                | Лучшая мужская роль второго плана        | Боец                               | Номинация           |
| «Сатурн»                            | 2013                | Лучшая мужская роль                      | Тёмный рыцарь: Возрождение легенды | Номинация           |
| Национальный совет кинокритиков США | 1987                | Лучший юный актёр                        | Империя солнца                     | Победа              |
| Национальный совет кинокритиков США | 2010                | Лучшая мужская роль второго плана        | Боец                               | Победа              |
| Национальный совет кинокритиков США | 2015                | Лучший актёрский состав                  | Игра на понижение                  | Победа              |
| Премия Гильдии киноактёров США      | 2008                | Лучший актёрский состав                  | Поезд на Юму                       | Номинация           |
| Премия Гильдии киноактёров США      | 2011                | Лучшая мужская роль второго плана        | Боец                               | Победа              |
| Премия Гильдии киноактёров США      | 2011                | Лучший актёрский состав                  | Боец                               | Номинация           |
| Премия Гильдии киноактёров США      | 2014                | Лучший актёрский состав                  | Афера по-американски               | Победа              |
| Премия Гильдии киноактёров США      | 2016                | Лучшая мужская роль второго плана        | Игра на понижение                  | Номинация           |
| Премия Гильдии киноактёров США      | 2016                | Лучший актёрский состав                  | Игра на понижение                  | Номинация           |
| Премия Гильдии киноактёров США      | 2019                | Лучшая мужская роль                      | Власть                             | Номинация           |
| Премия Гильдии киноактёров США      | 2020                | Лучшая мужская роль                      | Ford против Ferrari                | Номинация           |